# Bathydrilus ampliductus
Bathydrilus ampliductus är en ringmaskart som beskrevs av Erséus 1997. Bathydrilus ampliductus ingår i släktet Bathydrilus och familjen glattmaskar. Inga underarter finns listade i Catalogue of Life.